# Tanque Ligero Stingray
El carro de combate ligero Stingray es un tanque producido por la Textron Marine and Land Systems Division (antes Cadillac Gage). Fue originalmente desarrollado para la competición “Armored Gun System” lanzada por el Ejército de los Estados Unidos. Tailandia es el único usuario de este vehículo.

## Variantes
De este blindado se conocen dos variantes, la primera (Stingray I), que está en servicio en el Real Ejército de Tailandia, y la segunda (Stingray II); que no pasó de ser sino un demostrador de tecnologías y capacidades del blindado con mejoras notorias en su motorización y armamento principal, así como en su blindaje.

### Stingray I
El Stingray tiene un cañón de 105 mm y una velocidad de crucero de 71 km/h. Puede sortear obstáculos verticales de hasta 2.7 pies (82 cm) y vadear cuerpos de agua de más de 3.5 pies (107 cm).
El Programa Stingray original fue lanzado en 1983, con un primer prototipo listo para agosto de 1984. Hasta 2010 el único usuario de este modelo es el Real Ejército Tailandés, quien solicitó más de 100 unidades que fueron entregadas entre 1988 y 1990.

### Stingray II
Esta es una versión modernizada del Stingray I original, desarrollado de forma independiente por Cadillac Gage como un Vehículo de combate de infantería para países que contaran con un presupuesto ajustado como para contar con blindados más grandes, pero que necesitaran disponer de la potencia de fuego y blindaje del mismo a bajo costo y que tuviese los avances tecnológicos de un carro de combate de mayores prestaciones.
La línea básica del blindaje es similar a la versión anterior, pero con refuerzos en los puntos más vulnerables de su predecesor; blindaje en forma de cuña en su glacis, pero aun así de un nivel intermedio entre un carro de combate principal y un vehículo blindado de infantería, adecuado para las operaciones de un vehículo de reconocimiento de caballería o un vehículo ligero de apoyo de fuego para infantería. Puede proteger tanto a sus ocupantes como al personal que se escude en su silueta de las esquirlas y fuego de ametralladoras pesadas. Aparte, el fabricante aduce que se puede anclar blindaje adicional para aumentar la protección.

## Especificaciones técnicas

### Armamento Principal
Su arma principal es una versión bajo licencia de bajo retroceso, similar al cañón británico de anima rayada L7 de 105 mm montado en una torreta electro hidráulica (que cuenta con sistemas de movimiento manual en caso de fallas y/o daño en combate), combinado con controles dobles para el artillero y comandante otorgándoles mayor eficiencia y disponibilidad en caso de una emergencia.

### Armamento secundario
Consta de dos ametralladoras, una de calibre 12,7*99, y otra de calibre 7,62*51 OTAN; una como arma antiaérea, y la otra como arma antipersonal.

### Motorización
El blindado está equipado con un motor Detroit Diesel, Modelo 8V-92TA; de ocho cilindros, de combustible tipo diésel, y que desarrolla 535 hp (a las 2 300 rpm del bloque). El motor está montado de forma cruzada para aprovechar al máximo el espacio disponible. Posee además dos turbocargadores gemelos, un sistema de ventaviola para el motor y un post-refrigerador.

### Trenes de Rodadura
Son similares a los usados por el M 41, de seis pares con piñón de retorno, aparte de poseer sistema de amortiguación de barras de torsión, y el piñón motriz se aloja en la parte posterior del tren de rodaje.

### Radio de Acción/Alcance Máximo
El radio de acción es reducido (480 km aproximadamente), pero se incrementa en 40 kilómetros si se mantiene una velocidad aproximada de 48 km/h (hasta los 520 km aproximadamente), adicionalmente la potencia de la planta motriz ha sido aumentada a 550 caballos de fuerza a 2300 revoluciones por minuto, para desplazar peso del carro si el blindaje se aumenta o si es añadido algún armamento especial aparte del original de fábrica.